# 반경
반경(盤庚, 기원전 1290년 ~ 1263년)은 상나라 20대 군주다. 태어날 때 이름은 자순(子旬)이다. 상나라 수도를 은허로 옮긴 것으로 잘 알려져 있다. 그 치세에 탕 시절 선정을 회복해서 상나라는 부흥하였다.
사마천 사기에 의하면 형인 양갑에 이어 상나라의 20대 군주가 되었다. 병인(丙寅)년에 즉위하였고 엄(奄)을 수도로 삼았다. 재위 7년에 그에게 경의를 표하기 위해 응후(应侯)가 찾아 왔다. 
재위 14년에 북몽(北蒙)으로 천도하였고 은(殷)으로 개칭하였다. 이 때문에 상나라를 은나라로도 부른다. 
재위 15년에 새로운 수도에서 자신의 군대를 사열하였고 재위 19년에 아어(亞圉)를 빈후(邠侯)에 임명하였다. 
서기와 죽서기년 모두 28년간 재위에 있었고 시호는 반경이며 동생인 소신이 뒤를 이었다고 적혀 있다. 
은허에서 발굴된 갑골문에 따르면 반경은 상나라의 18대 군주이다. 